# Drosophila emarginata
Drosophila emarginata är en tvåvingeart som beskrevs av Alfred Sturtevant 1942. Drosophila emarginata ingår i släktet Drosophila och familjen daggflugor.
Artens utbredningsområde sträcker sig från Mexiko till Peru.